# Les Bienheureux
Pour plus de détails, voir Fiche technique et Distribution.
Les Bienheureux est un film français réalisé par Sofia Djama, sorti en 2017.
Il a été présenté en section Orizzonti à la Mostra de Venise 2017.

## Synopsis
Quelque temps après la guerre civile algérienne, en 2008, un couple, Amal (Nadia Kaci) et Samir (Sami Bouajila). Le mari est médecin et, grâce aux avortements clandestins, gagne bien sa vie. Amal est enseignante à l'université. Ils ont un fils, Fahim, un étudiant "peu enthousiaste".
Afin de fêter leur vingt ans de mariage le couple décide d'aller au restaurant. Pendant le trajet qui les amène au restaurant, le couple, dont l'amour "bat de l'aile", discute de leur Algérie, de leurs souvenirs et de ce qu'est devenu le pays. Au même instant quelque part dans la ville, Fahim et ses amis, Feriel et Reda, traînent. Mystique, Reda veut se faire tatouer une sourate du Coran sur le dos version « taqwacore » et reçoit les foudres de ses amis islamistes...

## Fiche technique
- Titre français : Les Bienheureux
- Réalisation : Sofia Djama
- Scénario : Sofia Djama
- Décors : Patricia Ruelle
- Costumes : Claire Dubien
- Photographie : Pierre Aïm
- Montage : Sophie Brunet
- Son : Jean Umansky
- Production : Serge Zeitoun, Patrick Quinet
- Pays de production :  France,  Belgique,  Qatar
- Format : couleur - 35 mm - 1,85:1 - Dolby Digital
- Genre : drame
- Durée : 102 minutes
- Dates de sortie :
  - Italie : 6 septembre 2017 (Mostra de Venise)
  - France : 13 décembre 2017

## Distribution
- Salima Abada : Souad
- Faouzi Bensaïdi : Amin
- Adam Bessa : Reda
- Sami Bouajila : Samir
- Nadia Kaci : Amal
- Lyna Khoudri : Feriel
- Amine Lansari : Fahim

## Critique
Premier film de Sofia Djama. Sans être autobiographique, la réalisatrice algérienne s'est inspirée de sa vie pour décrire la société algérienne post guerre civile. Une société prise entre rêve de laïcité et poids d'une religion de plus en plus présente.

## Distinctions
- Mostra de Venise 2017 :
  - Prix de la meilleure actrice dans la section Orrizonti pour Lyna Khoudri[5].
  - Brian Award.
  - Prix Lina Mangiacapre
- Festival international du film francophone de Namur 2017 :
  - Prix Bayard de la meilleure première oeuvre de fiction[6]
- Festival du cinéma méditerranéen de Montpellier 2017 :
  - Mention spéciale du jury
  - Prix du jury étudiant de la Première Œuvre
- Festival Black Movie de Genève 2017
  - Prix du public[7]
- Dubai International Film Festival 2017
  - Prix de la meilleure réalisatrice[8]